# Таукентська селищна адміністрація
Тауке́нтська селищна адміністрація (каз. Таукент кенттік әкімдігі, рос. Таукентская поселковая администрация) — адміністративна одиниця у складі Сузацького району Туркестанської області Казахстану. Адміністративний центр — селище Таукент.
Населення — 7673 особи (2021; 6702 у 2009, 3752 у 1999, 718 у 1989).
Станом на 1989 рік село Женіс перебувало у складі Сизганської сільської ради. 2015 року ліквідовано село Айгене.

## Склад
До складу округу входять такі населені пункти:
| Населений пункт | Колишні назви   | Населення, осіб (1989) | Населення, осіб (1999) | Населення, осіб (2009) | Населення, осіб (2021) |
| --------------- | --------------- | ---------------------- | ---------------------- | ---------------------- | ---------------------- |
| Айгене, село    | -               | -                      | 177                    | 151                    | -                      |
| Таукент, селище | Женіс, Жунусата | 718                    | 3575                   | 6551                   | 7673                   |